# Deutscher Fernsehpreis 2012
Die 14. Verleihung des Deutschen Fernsehpreises fand am 2. Oktober 2012 im Kölner Coloneum statt und wurde zwei Tage später im ZDF ausgestrahlt, moderiert von Oliver Welke und Olaf Schubert.

## Hintergrund

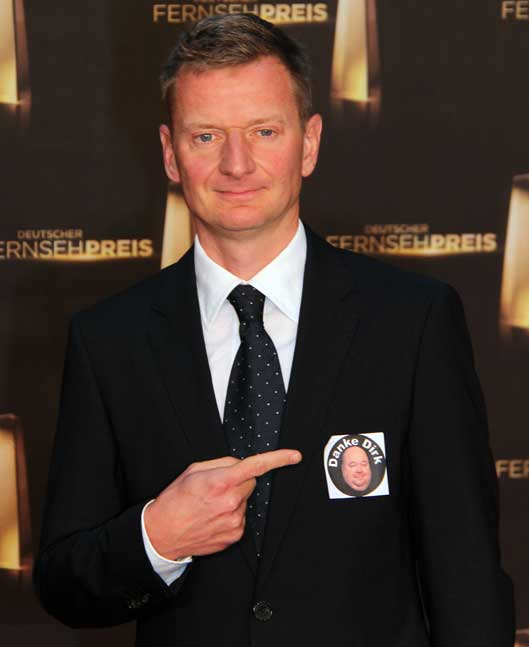
Michael Kessler mit seinem „Danke Dirk“-Sticker

Den Juryvorsitz hatte 2012 die Produzentin Christiane Ruff, stellvertretende Juryvorsitzende war die freie Journalistin Klaudia Wick. Die weiteren Jurymitglieder waren: Dieter Anschlag, Chefredakteur Funkkorrespondenz, Else Buschheuer, Schriftstellerin und Moderatorin, Lutz Carstens, Chefredakteur TV Spielfilm, Annette Frier, Schauspielerin, Leopold Hoesch, Geschäftsführer Broadview TV, Christoph Keese, Geschäftsführer Public Affairs der Axel Springer AG und Torsten Körner, Journalist.
Die Verleihung wurde vom Tod des TV-Moderators und Schauspielers Dirk Bach einen Tag vor der Verleihung überschattet. Viele Prominente trugen einen Sticker, auf dem ein Foto von Dirk Bach mit den Worten „Danke Dirk“ aufgedruckt war.

## Preisträger und Nominierungen
| Preis                                                     | Preisträger                                                                                                 | Nominierungen | Laudatio                                    |
| --------------------------------------------------------- | --- | --- | ------------------------------------------- |
| Bester Fernsehfilm                                        | Das Ende einer Nacht (ZDF)                                                                                  | - Hannah Mangold & Lucy Palm (SAT.1) - Der letzte schöne Tag (ARD/WDR) | Iris und Oliver Berben                      |
| Bester Mehrteiler                                         | Der Mann mit dem Fagott (ARD/ORF)                                                                           | - Laconia (ARD/SWR) - Verschollen am Kap (ZDF) | Katharina Wackernagel und Hans-Werner Meyer |
| Beste Serie                                               | Der letzte Bulle (SAT.1.)                                                                                   | - Borgia (ZDF/ORF) - Der Tatortreiniger (NDR/ARD) | Martina Hill                                |
| Bester Schauspieler                                       | Wotan Wilke Möhring für Der letzte schöne Tag (ARD/WDR)                                                     | - Matthias Brandt für Polizeiruf 110: Denn sie wissen nicht, was sie tun (ARD/BR) - Bjarne Mädel für Der Tatortreiniger (NDR/ARD) - Mišel Matičević für Lösegeld (ARD/WDR) - Ulrich Noethen für Das unsichtbare Mädchen (ZDF/Arte) | Annette Frier                               |
| Beste Schauspielerin                                      | Barbara Auer und Ina Weisse für Das Ende einer Nacht (ZDF)                                                  | - Silke Bodenbender für Das unsichtbare Mädchen (ZDF/Arte) - Sibylle Canonica für Tatort: Borowski und die Frau am Fenster (ARD/NDR) - Anja Kling für Hannah Mangold & Lucy Palm (SAT.1) - Ulrike C. Tscharre für Lösegeld (ARD/WDR) | Dietmar Bär                                 |
| Beste Dokumentation                                       | Nine Eleven (ZDF/3sat/Arte)                                                                                 | - Ein deutscher Boxer (ARD/NDR/SWR) - Versicherungsvertreter (ARD/WDR) | Oliver Welke                                |
| Beste Reportage                                           | ZDFzoom: Mr. Karstadt (ZDF)                                                                                 | - Günter Wallraff deckt auf. Der neueste Fall des Undercover-Spezialisten von Günter Wallraff (RTL) - Ich, Putin – Ein Portrait (ARD/NDR/MDR/RBB) | Dirk Steffens                               |
| Beste Information                                         | stern TV (RTL)                                                                                              | - Maybrit Illner (ZDF) - Der Tag (Phoenix/ARD/ZDF) | Friedrich Nowottny                          |
| Beste Sportsendung                                        | Matthias Opdenhövel und Mehmet Scholl für ihre Spielanalysen zur Fußball-Europameisterschaft 2012 (ARD/WDR) | - Florian König, Christian Danner, Heiko Waßer, Kai Ebel für ihre Berichterstattung zum Großen Preis von Indien in der Formel 1 (RTL) - Ralf Scholt, Wilfried Hark, Philipp Sohmer, Peter Grube, Wolf-Dieter Poschmann, Norbert Galeske und Norbert König für ihre Berichterstattung bei den Olympischen Sommerspielen 2012 (ARD/NDR und ZDF): | Rudi Cerne                                  |
| Beste Unterhaltung Show                                   | The Voice of Germany (ProSieben/SAT.1)                                                                      | - Joko gegen Klaas – Das Duell um die Welt mit Joko Winterscheidt und Klaas Heufer-Umlauf (ProSieben) - Rette die Million! mit Jörg Pilawa (ZDF) | Steven Gätjen                               |
| Beste Comedy                                              | Knallerfrauen mit Martina Hill (SAT.1)                                                                      | - Die Bülent Ceylan Show (RTL) - Leute, Leute! mit Monika Gruber (ZDF) | Olaf Schubert                               |
| Beste Unterhaltung Doku/Dokutainment                      | Cover My Song (VOX)                                                                                         | - Entweder Broder – Die Deutschland-Safari (ARD/HR/BR/SR) - Der V.I.P. Hundeprofi (VOX) | Oliver Kalkofe                              |
| Bestes Frühstücksfernsehen/Morgenmagazin (Publikumspreis) | Moma – Das Erste am Morgen (ARD/WDR)                                                                        | - mo:ma (ZDF) - Punkt 6 / Punkt 9 (RTL) - Sat.1-Frühstücksfernsehen (SAT.1) | Nazan Eckes                                 |
| Ehrenpreis der Stifter                                    | Frank Elstner                                                                                               | – | Norbert Blüm                                |
| Besondere Leistung Fiktion                                | Hermann Joha                                                                                                | – | Oliver Welke und Olaf Schubert              |
| Besondere Leistung Information                            | Stephan Lamby                                                                                               | – | Frank Plasberg                              |
| Besondere Leistung Unterhaltung                           | Joko Winterscheidt und Klaas Heufer-Umlauf                                                                  | – | Oliver Welke und Olaf Schubert              |
| Förderpreis                                               | Philipp Käßbohrer und Matthias Schulz für Roche & Böhmermann (ZDFkultur)                                    | – | Charlotte Roche und Jan Böhmermann          |